# Терехова Ганна Савівна
Анна Савівна Терехова (нар. 13 серпня 1970, Москва, Російська РФСР, СРСР) — радянська і російська актриса театру і кіно, Заслужена артистка Росії (2006).

## Біографія
Анна Терехова народилася 13 серпня 1967 або 1970 року у родині радянської актриси Маргарити Терехової і народного артиста Болгарії Сави Хашимова.
Свою першу роль вона зіграла в 1982 році у фільмі-виставі Романа Віктюка «Дівчинка, де ти живеш?» Після школи вона вступила до ГІТІСу, на курс Евгена Лазарєва і В. Левертова. На четвертому курсі Ганну запросили працювати до еНзалежнуоїтрупуи АллаиСігаловаої З 1998 року- а ктриса Московського «Театру Місяця». У серпні 2018 року покинула театр.

## Особисте життя
- Перший чоловік — актор Валерій Боровинських[4]
- Другий чоловік — актор Микола Добринін
- Третій чоловік — російський журналіст і телеведучий литовського походження Ернест Мацкявічюс (нар. 25 листопада 1968)
  - син Михайло, усиновлений Добриніним (нар. 1987)[5][6]

## Участь у телепроєкті
- У 2004 році брала участь у зйомках російської версії популярної французької телевізійної гри «Форт Буаяр» під назвою"Ключі від форту Буаяр". Склад команди та учасники: Дмитро Губернієв, Олена Ксенофонтова, Сергій Селін, Ірина Безрукова і Андрій Мерзлікін; виграш — 56840 рублів.
- Імперія «Перший» канал. 2006 рік.
- 24 липня 2018 — гість програми «Доля людини» з Борисом Корчевніковим.
- Гість програми Мій герой на ТВЦ.

## Творчість

### Ролі в театрі[1]

#### Театр «Незалежна трупа Алли Сігалової»
- «Отелло» — Дездемона
- «Саломея» — Іродіада
- «Пікова дама» — Ліза

#### Московський Театр Місяця
- 1997 — «Ніч ніжна» — Ніколь
- 1998 — «Таїс сяюча». Режисер: Сергій Проханов — Таїс[7]
- 2006 — «Ноти Ніно Роти» — Актриса
- «Нільська вежа» — Маргарита Бургундська
- 2010 — «Мата Харі: „очі дня“» — Клод Франс, вона ж Ганна Віттіг
- «Орфей та Еврідіка» — мати Еврідіки[8]
- 2013 — «Дружина на біс» — Ганна[9][10]

#### Театр Романа Віктюка
- 2012 — «Сергій та Айседора» — Айседора Дункан (режисер Роман Віктюк).

#### Антреприза
- 2003 — «Сни ідіотки» Л. Бочкова (режисер Віталій Іванов).

### Ролі в кіно
| Рік         |   | Назва                                                           | Роль |    |
| ----------- | - | --------------------------------------------------------------- | --- | -- |
| 1991        | ф | Феофанія, яка малює смерть                                      | Апраксія | ру |
| 1992        | ф | Соломія                                                         | Іродіада | ру |
| 1993        | ф | Російський регтайм                                              | Рена | ру |
| 1996        | ф | Королі російського розшуку                                      | княжна Ростокіна | ру |
| 1997        | ф | Все те, про що ми так довго мріяли                              | Наташа | ру |
| 1997        | ф | Маленька принцеса                                               | міс Амелія | ру |
| 1998        | с | Зал очікування                                                  | | ру |
| 2002        | ф | Якщо наречена відьма                                            | | ру |
| 2002        | с | Черемушки                                                       | | ру |
| 2002 і 2013 | с | Єралаш                                                          | вчителька англійської мови, що займаються танцями («Вчитися, вчитися і ще раз вчитися!») і Марина Семенівна, вчителька біології («Мелодія для кобри») | ру |
| 2003        | с | На розі, у Патріарших                                           | Наталя Лазарєва | ру |
| 2003        | ф | Удар Лотоса 3: Загадка Сфінкса                                  | Олена Юріївна | ру |
| 2004        | ф | Кавалери морської зірки                                         | Елізабет | ру |
| 2004        | ф | Надія йде останньою                                             | Аліса | ру |
| 2005        | ф | Чайка                                                           | Ніна Михайлівна Зарічна | ру |
| 2008        | ф | Таємниці палацових переворотів. Фільм 7. Віват, Ганна Іванівна! | Регіна | ру |
| 2008        | ф | Сплячий і красуня                                               | Рита | ру |
| 2010        | ф | Гербарій Маші Колосової                                         | Аня | ру |
| 2010        | ф | Квіти від Лізи                                                  | Ганна Валентинівна Несс | ру |
| 2011        | ф | Кримінальні обставини                                           | Люба | ру |
| 2019        | ф | Пальто                                                          | Жінка | ру |